# Mark Oliver Everett
Mark Oliver Everett (Virgínia, Estats Units, 10 d'abril del 1963), també conegut amb el pseudònim E, és el vocalista, compositor, guitarrista, teclista i bateria ocasional de la banda estatunidenca de rock alternatiu Eels. Es caracteritza per escriure cançons que tracten temes com la mort, les malalties mentals, la soledat i l'amor no correspost.

## Infància i primers anys
Mark Oliver Everett prové d'una família de personatges il·lustres. És fill de Nancy Everett i Hugh Everett III, un important físic conegut per desenvolupar la teoria dels universos múltiples, englobada dins la mecànica quàntica, i per fer servir multiplicadors de Lagrange per a la investigació d'operacions. L'avi matern d'Everett és Harold Martin «Kid» Gore, un entrenador de bàsquet, futbol i beisbol masculí de gran prestigi a la Universitat de Massachusetts Amherst.
Malgrat que el seu pare era físic, a Everett mai no li van agradar la física ni les matemàtiques. De fet, de ben petit ja va mostrar interès per la música. En especial, li agradava escoltar els discos de la seva germana gran, Elisabeth Ann. Amb només sis anys li van comprar una bateria de joguina que utilitzava molt sovint. Aquesta predilecció pels instruments de joguina ha continuat fins a l'edat adulta, fins al punt que els integra a les seves cançons i han acabat formant part del seu so idiosincràtic. A l'edat adolescent va començar a tocar la guitarra i a escriure cançons.
El 1987, als 24 anys, Everett es va independitzar. Va deixar la casa familiar de Virgínia per instal·lar-se a Califòrnia. Allà, va donar els primers passos de la seva carrera musical de manera professional, i el 1992 i el 1993 respectivament va publicar dos àlbums en solitari amb una gran discogràfica: A Man Called E i Broken Toy Shop. Llavors ja utilitzava pseudònim E; de fet, el va fer servir en aquests dos àlbums. Tot i provocar confusió a les botigues de discos i les emissores de ràdio, aquest nom compost per una sola lletra va donar molt de joc a la premsa. Mostra d'això és la crítica que va fer l'important psicòleg i escriptor estatunidenc Daniel Levitin, que començava d'aquesta manera: «Esforç epònim, excel·lent, eclèctic, energètic. Entusiasma. E està empès, efectivament, a l'eminència». A la prestigiosa revista Billboard, Levitin també va fer una crítica molt positiva del seu segon àlbum.
Entre 1993 i 1995 va compondre i gravar l'àlbum Beautiful Freak. El 1996 va formar la banda Eels, i van publicar Beautiful Freak amb la discogràfica DreamWorks. L'àlbum va tenir una gran acollida, sobretot les cançons «Novacaine for the Soul» i «Susan's House».

## Etapa amb Eels

### Esdeveniments familiars com a font d'inspiració
La família d'Everett sempre ha estat una gran font d'inspiració per a les seves cançons. En són un bon exemple «Things the Granchildren Should Know» (que més endavant serviria de títol per a la seva autobiografia) i «3 Speed», on hi havia al·lusions als escrits de la seva germana Liz. A més, Everett va fer un documental per a la BBC anomenat Parallel Worlds, Parallel Lives (2007) que gira al voltant de la teoria que va desenvolupar el seu pare i la relació que va tenir amb ell.
El seu pare, Hugh, va morir el 1982, a l'edat de 51 anys, a causa d'una aturada cardíaca. La seva germana, Liz, que patia esquizofrènia, es va suïcidar el 1996. Dos anys més tard, la seva mare, Nancy Everett, va morir a causa d'un càncer de pulmó. Arran d'aquestes tragèdies, el 1998 Everett va publicar amb Eels l'àlbum Electro-Shock Blues. L'obra es va guanyar l'elogi gairebé unànime de la crítica, ja que el seu so juga amb tota mena de sentiments: voluntat, ira, humor negre i una desesperació profunda que no deixa ningú indiferent. Poc després, el 2000, va publicar Daisies of the Galaxy, que tenia un to menys fosc respecte de la resta d'obres d'Eels. Això feia sospitar que Everett s'estava començant a recuperar de les males experiències que havia viscut.
L'historial de defuncions a la família d'Everett, però, no acaba aquí. La seva cosina, Jennifer Lewis, era hostessa del vol 77 d'American Airlines que es va estavellar contra el Pentàgon el dia dels atemptats de l'11 de setembre. L'avió va impactar just a la part del Pentàgon on havia treballat el seu pare i, de fet, Everett es pregunta a la seva autobiografia si l'avió no va anar directe a la vella oficina del seu pare.
L'any 2000 es va casar amb Anna, una dentista russa que va conèixer a una fàbrica d'amanides que a la vegada servia de despatxos per a psicòlegs. La cançó «What is this Note?» de l'àlbum Souljacker (2001) és un homenatge als dies feliços del començament del matrimoni. La parella es va divorciar cinc anys després.
Tot i que la seva autobiografia porta per títol Things the Granchildren Should Know, Everett no té fills ni nets.

### De l'any 2003 en endavant
Tant els seus primers treballs en solitari com la seva implicació amb Eels van ser aclamats per la crítica perquè Everett aportava una combinació innovadora de diversos instruments i estils. De fet, ha fet servir tot tipus d'instruments, des d'un piano de joguina a «Symphony for a Toy Piano in G Minor» fins a martells que picaven contra un radiador per fer la part de percussió de la cançó «Cancer for the Cure».
Tot i que sempre ho nega, hi ha sospites que és ell qui està darrere del personatge MC Honky, que el 2003 va publicar l'àlbum I Am the Messiah. Aquest mateix any, Eels va publicar l'àlbum Shootenanny!.
El 2005, Everett va començar una gira amb Eels per promocionar l'àlbum Blinking Lights and Other Revelations. Durant la gravació d'aquest àlbum va poder treballar amb un dels seus referents musicals més importants: Tom Waits.
Al novembre del 2007, va sortir a la llum la seva autobiografia Things the Grandchildren Should Know, publicada també a España amb el títol Cosas que los nietos deberían saber. Aquest mateix any va realitzar el documental de la BBC Parallel Worlds, Parallel Lives, que seguia el mateix Everett mentre parlava amb físics i antics companys del seu pare sobre la teoria que va desenvolupar. El documental va guanyar el premi britànic Royal Television Society i un premi BAFTA. Durant la gira que va fer el 2008 pel Regne Unit i els Estats Units va mostrar aquest documental en lloc de dur teloners.
El setè àlbum d'estudi d'Eels, Hombre Lobo: 12 Songs of Desire, es va publicar el 2 de juny del 2009. El 19 de gener del 2010, se'n va publicar el vuitè, que duia per títol End Times i tracta temes com el divorci i el pas del temps. El 23 d'agost del 2010 va publicar-ne el novè, Tomorrow Morning, que constitueix l'última part de la trilogia iniciada amb Hombre Lobo.
El 4 de febrer del 2013 es va publicar el desè àlbum d'Eels: Wonderful, Glorious. Aquest últim treball d'estudi l'ha portat a España durant el 2013. Concretament, va estar el 27 i el 28 d'abril a Barcelona (Artèria Paral·lel) i a Madrid (La Riviera) respectivament.
Les seves cançons han aparegut a la banda sonora de moltes pel·lícules, com ara American Beauty («Cancer for the Cure»), Road Trip («Mr. E’s Beautiful Blues»), Holes («Eyes Down» i «Mighty Fine Blues»), Shrek («My Beloved Monster»), Shrek 2 («I Need Some Sleep»), Shrek Tercer («Royal Pain» i «Losing Streak»), Shrek the Halls («The Stars Shine in the Sky Tonight»), Hellboy II: L'exèrcit daurat («Beautiful Freak»), The Big White («Last Stop;This Town») Hot Fuzz («Souljacker, pt. 1»), a més de Yes Man, on la majoria de cançons eren seves. A més, Everett toca una versió acústica de la cançó d'Eels «What I Have to Offer» en una escena eliminada de la pel·lícula This is 40, i, en acabar l'actuació diu a un dels personatges que el grup ha decidit firmar un contracte amb una discogràfica competent.

## Discografia

### E
- A Man called E (1992)
- Broken Toy Shop (1993)

### Eels
- Beautiful Freak (1996)
- Electro-Shock Blues (1998)
- Daisies of the Galaxy (2000)
- Oh, What a Beautiful Morning (en directe) (2000)
- Electro-Shock Blues Show (en directe) (2000)
- Souljacker (2001)
- Shootenanny! (2003)
- Sixteen Tons (en directe) (2003)
- Blinking Lights and Other Revelations (2005)
- EELS with strings, Live at Town Hall (en directe) (2005)
- Live and In Person! (en directe) (2008)
- Meet the Eels - Essential Eels (2008)
- Useless Trinkets - B-Sides, Sountracks, Rarities and Unreleased (2008)
- Hombre lobo (2009)
- End Times (2010)
- Tomorrow Morning (2010)
- Wonderful, Glorious (2013)